# Інвестиційний менеджмент
Інвестиційний менеджмент (управління інвестиціями або управління фінансами) — це професійне управління активами різних цінних паперів (акцій, облігацій та інших цінних паперів) та інших активів (наприклад, нерухомості) з метою досягнення визначених інвестиційних цілей на користь інвесторів. Інвесторами можуть бути установи (страхові компанії, пенсійні фонди, корпорації, благодійні організації, навчальні заклади тощо) або приватні інвестори (як безпосередньо через інвестиційні договори, так і частіше за допомогою колективних інвестиційних фондів, наприклад, пайових фондів або фондових бірж).
За даними дослідження Boston Consulting Group, активи, що знаходяться під професійним інвестиційним управлінням досягли небувалого максимуму в $62,4 трлн у 2012 році.
Світова індустрія управління інвестиціями є висококонцентрованою за своєю природою і налічує всього близько 70 000 фондів. При цьому приблизно 99,7 % вкладень американських фондів у 2012 році перейшли всього лиш до 185 фондів. Крім того, більшість керівників фондів повідомляють, що понад 50 % їх надходжень спрямовується всього лиш у три фонди.

## Див також
Фонди управління трансформацією науково-технічних досягнень КНР